# Enypnias
Enypnias is een geslacht van straalvinnige vissen uit de familie van grondels (Gobiidae).

## Soorten
- Enypnias aceras Ginsburg, 1939
- Enypnias seminudus (Günther, 1861)